# Sàileag
Sàileag är ett berg i Storbritannien.   Det ligger i kommunen Highland och riksdelen Skottland, i den nordvästra delen av landet, 700 km nordväst om huvudstaden London. Toppen på Sàileag är 956 meter över havet, eller 109 meter över den omgivande terrängen. Bredden vid basen är 0,61 km.
Terrängen runt Sàileag är huvudsakligen kuperad, men västerut är den bergig. Trakten runt Sàileag är nära nog obefolkad, med mindre än två invånare per kvadratkilometer. Närmaste större samhälle är Dornie, 17,5 km nordväst om Sàileag. Trakten runt Sàileag består i huvudsak av gräsmarker.